# Nordic Research Council for Criminology
Der Nordic Research Council for Criminology (Nordiska Samarbetsrådet för Kriminologi, NSfK dt.: Skandinavischer Forschungsrat für Kriminologie) ist ein Beratungsgremium, das 1962 von den Justizministerien in Dänemark, Finnland, Island, Norwegen und Schweden gegründet wurde. Aufgabe des Rates ist, die kriminologische Forschung in den Mitgliedsländern zu fördern und die skandinavischen Regierungen in kriminologischen Fragen der Kriminologie zu beraten. Das NSfK wird von den Justizministerien der Mitgliedsländer finanziert.
Der Rat besteht aus 15 Mitgliedern, drei aus jedem nordischen Land, die vom  jeweiligen Justizministerium ernannt werden. Jeweils zwei davon sind kriminologische Fachwissenschaftler, eine Person vertritt das Ministerium. Der Vorsitz des Rates wechselt alle drei Jahre zwischen den nordischen Ländern. Die tägliche Verwaltung leistet ein Sekretariat, das sich im Land des Vorsitzenden befindet. In den Jahren 2025 bis 2027 hat Island den Vorsitz und Rannveig Þórisdóttir (National Commissioner of the Icelandic Police) ist Vorsitzende.
Der NSfK vergibt Studien-Stipendien und veranstaltet Seminare und Fachkonferenzen. Unter seiner Schirmherrschaft erscheint die begutachtete Fachzeitschrift The Nordic Journal of Criminology (NJC,  früher: Journal of Scandinavian Studies in Criminology and Crime Prevention).